# An Phú, Hải Phòng
An Phú là một xã thuộc thành phố Hải Phòng, Việt Nam.

## Địa lý
Xã An Phú có vị trí địa lý:
- Phía bắc giáp phường Lê Đại Hành.
- Phía nam giáp xã Nam Sách và phường Ái Quốc.
- Phía đông giáp xã Nam An Phụ và xã Lai Khê.
- Phía tây giáp xã Trần Phú.

## Lịch sử
Ngày 24 tháng 10 năm 2024, Ủy ban Thường vụ Quốc hội ban hành Nghị quyết số 1250/NQ-UBTVQH15 về việc sắp xếp đơn vị hành chính cấp xã của tỉnh Hải Dương giai đoạn 2023 – 2025 (nghị quyết có hiệu lực từ ngày 1 tháng 12 năm 2024). Theo đó, thành lập xã An Phú thuộc huyện Nam Sách trên cơ sở toàn bộ 4,15 km² diện tích tự nhiên, quy mô dân số là 5.079 người của xã Phú Điền và toàn bộ 6,16 km² diện tích tự nhiên, quy mô dân số là 8.407 người của xã An Lâm.
Xã An Phú có 10,31 km² diện tích tự nhiên và quy mô dân số là 13.486 người.
Ngày 12 tháng 6 năm 2025, Quốc hội ban hành Nghị quyết số 202/2025/QH15 về việc sắp xếp đơn vị hành chính cấp tỉnh (nghị quyết có hiệu lực từ ngày 12 tháng 6 năm 2025). Theo đó, sáp nhập tỉnh Hải Dương vào thành phố Hải Phòng. Xã An Phú thuộc thành phố Hải Phòng.
Ngày 16 tháng 6 năm 2025, Ủy ban Thường vụ Quốc hội bàn hành Nghị quyết sắp xếp các đơn vị hành chính cấp xã thuộc thành phố Hải Phòng năm 2025. Theo đó, sắp xếp toàn bộ diện tích tự nhiên, quy mô dân số của xã An Bình, xã An Phú và một phần diện tích tự nhiên, quy mô dân số của xã Cộng Hòa thành xã mới có tên gọi là xã An Phú.
Căn cứ theo đề án sắp xếp đơn vị hành chính cấp xã của thành phố Hải Phòng năm 2025, xã An Phú được thành lập từ:
- Toàn bộ diện tích tự nhiên 10,31 km², quy mô dân số 13.585 người của xã An Phú;
- Toàn bộ diện tích tự nhiên 6,44 km², quy mô dân số 9.477 người của xã An Bình;
- Một phần diện tích tự nhiên là 10,50 km², quy mô dân số là 12.059 người của xã Cộng Hòa.

Xã An Phú có diện tích tự nhiên là 27,25 km² (đạt 129,75 % so với tiêu chuẩn) và quy mô dân số là 35.121 người (đạt 219,51 % so với tiêu chuẩn).